# I ty zostaniesz Indianinem (powieść)
I ty zostaniesz Indianinem – powieść dla młodzieży Wiktora Woroszylskiego, po raz pierwszy wydana w roku 1960. Pierwsze wydania zawieraly ilustracje Bohdana Butenki. Na podstawie powieści nakręcono w roku 1962 film fabularny.

## Fabuła
Uczeń piątej klasy Mirek Kubiak lubi wracać ze szkoły do domu okrężnymi drogami, co przysporzy mu problemów. Nagle w rodzinie Kubiaków pojawia się nieznany do tej pory członek rodziny, rzekomo mieszkający w Ameryce. Obdarowuje Mirka tomahawkiem, co rozpala wyobraźnię chłopca zafascynowanego kulturą Indian. Wkrótce okazuje się, że tomahawk jest częścią historii kryminalnej, w którą Mirek wplątuje się wbrew własnej woli.

## Realia
Akcja powieści dzieje się w Warszawie, a powieść wiernie oddaje realia stolicy lat 60. W wydaniu pierwszym oraz kolejnych w czasach realnego socjalizmu realia powieści przystawały do wymagań epoki. W wydaniach po 1989 autor przystosował okoliczności do sytuacji politycznej: milicję zastąpiła policja, a główny bohater i jego rodzina w niedziele chodzili do kościoła.